# Disparctia
Disparctia is een geslacht van vlinders van de familie spinneruilen (Erebidae), uit de onderfamilie Arctiinae.

## Soorten
- D. thomensis (Joicey & Talbot, 1926)
- D. varicolor de Toulgoët, 1978
- D. vittata (Druce, 1898)